# Титлянов, Илья Григорьевич
Илья Григорьевич Титлянов — первый староста Ново-Николаевского посёлка (1896—1897), уполномоченный Ново-Николаевского городского общественного управления, член комиссии по вопросам оборудования городского пожарного обоза в Ново-Николаевске.

## Биография
Илья Григорьевич Титлянов происходил из крестьянского сословия Бердской волости Барнаульского уезда Томской губернии.
Был в должности старшего писаря Кавказского окружного артиллерийского управления.
Участвовал в строительстве Сибирской железной дороги, работал управляющим кафе-ресторана.
В 1893 году обосновался в Ново-Николаевске.

### Избрание старостой и первые распоряжения
12 августа 1896 года во время схода жителей Ново-Николаевского посёлка был избран первым старостой поселения. На собрании присутствовал уездный исправник Томска — Попов, который пытался выдвинуть «поимённым голосованием» удобных для него кандидатов — домовладельца Попова и часовщика Яренского. Однако поддержка их томским исправником не понравилась жителям, которые в противовес стали настойчиво предлагать собственных кандидатов. В итоге был избран Титлянов.
Первым принятым решением Титлянова на посту старосты стало обложение владельцев арендных усадеб (по 1 рублю с каждого) для нужд управления и сбор средств на строительство морга для подобранных трупов, наводнивших посёлок в результате резни и разгула, на его постройку с каждого жителя взималось 30 копеек. Это было первое муниципальное заведение посёлка.
Вскоре для потребностей быстро растущего поселения потребовалось очередное, и на этот раз уже принудительное, обложение. Было решено с каждого лица, проживающего в посёлке, взимать по 3 рубля. Впрочем, новое обложение не удалось реализовать, т. к. часть жителей была недовольна новыми поборами.

### «Мирские кабаки»
Титлянов предпринял попытки построения финансовой базы с помощью так называемого «пьяного бюджета», намереваясь открывать в посёлке «мирские кабаки», но кабинет опередил старосту, предоставив винозаводчику Алюнину монопольное право виноторговли на территории поселения. Тем не менее староста продолжал предпринимать очередные попытки в этом направлении — получил поддержку томского губернатора, затем отправился в Барнаул к Болдыреву, начальнику Алтайского округа, который накричал на него, т. к. был против идеи старосты о строительстве «мирских кабаков».

### Отстранение от должности
Титлянов был снят с должности в январе 1897 года решением Томского губернского управления. Жители посёлка писали губернатору челобитную с просьбой «возвратить Титлянову прежние его права», но их просьбу не удовлетворили.
Титлянов тоже пытался возвратить себе властные полномочия, 26 октября 1899 года он отправил письмо военному министру с жалобой на незаслуженное смещение его с должности старосты. В письме он также рассказал о бедственном положении Ново-Николаевского посёлка, в котором отсутствует административное управление.

### Итоги правления
В период правления Титлянова был построен морг, организована работа извозчиков, сделана первая в истории посёлка перепись населения.

### Дальнейшая карьера в Ново-Николаевске
В 1904 году избран в качестве уполномоченного Ново-Николаевского городского общественного управления.
В конце 1905 года был в составе комиссии по вопросам оборудования городского пожарного обоза.

## Оценка недвижимого имущества
В 1904 году стоимость недвижимого имущества Титлянова оценивалась в 405 рублей.